# 今村駿
今村 駿（いまむら しゅん、1987年7月20日 - ）は、日本の元男子バレーボール選手、指導者である。

## 来歴
千葉県印西市出身。東京学館総合技術高等学校（現東京学館船橋高等学校）から順天堂大学へ進学。大学ではチームの主将を務め、2009年全日本インカレで準優勝し、敢闘選手賞を受賞。大学在学中の2009年に堺ブレイザーズの内定選手となった。
2010年1月に正セッター金井修也の左手骨折により、シーズン中盤から急遽チームのセッターに抜擢され活躍。内定シーズンながら2009/10Vプレミアリーグの最優秀新人賞を受賞した。
2010年、日本代表登録メンバーに初選出された。けがの影響で代表を離れていた宇佐美大輔にかわって2010年世界選手権にセッターとして出場した。
2012/13Vプレミアリーグではチーム優勝に貢献し、自らもベスト6に輝いた。
2014年5月、元代表リベロで前シーズンまで現役だった井野亜季子と結婚。
2016年、堺ブレイザーズ退団。その後、かつての妻同様に海外でのプレーを希望し、スウェーデン、イスラエル、モンテネグロでそれぞれ1シーズンずつプレーした。
2019年、V1女子のトヨタ車体クインシーズのコーチに就任。トヨタ車体で3シーズンコーチを務め、2022年、NECレッドロケッツのコーチに就任した。
2024年、NECを退団。Astemoリヴァーレ茨城のコーチに就任した。
2025年4月、リヴァーレからの退団が発表された。6月に大阪マーヴェラスのコーチに就任。

## 球歴
- 日本代表 - 2010年、2013年

## 受賞歴
- 2010年：2009/10 Vプレミアリーグ 最優秀新人賞
- 2013年：2012/13 Vプレミアリーグ ベスト6

## 所属チーム

### 選手
- 東京学館総合技術高等学校
- 順天堂大学
- 堺ブレイザーズ（2010-2016年）
- オルケルユンガ（2016-2017年）
- ハポエル・クファル・サバ（2017-2018年）
- ブドヴァ（2018-2019年）

### 指導者
- トヨタ車体クインシーズ（2019-2022年）
- NECレッドロケッツ（2022-2024年）
- Astemoリヴァーレ茨城（2024-2025年）
- 大阪マーヴェラス（2025年-）